# Alchemilla pinnata
Alchemilla pinnata é uma espécie de rosácea do gênero Alchemilla, pertencente à família Rosaceae.